# Johan (film 1976)
Johan è un film del 1976 diretto da Philippe Vallois.

## Trama
Il regista Philippe Vallois vuole realizzare un film sul suo amore per il giovane Johan e vuole il ragazzo per protagonista . Johan si trova però in carcere ed il regista è così costretto a cercare un altro attore tra gli amici gay del suo amore.